# Gnepfe

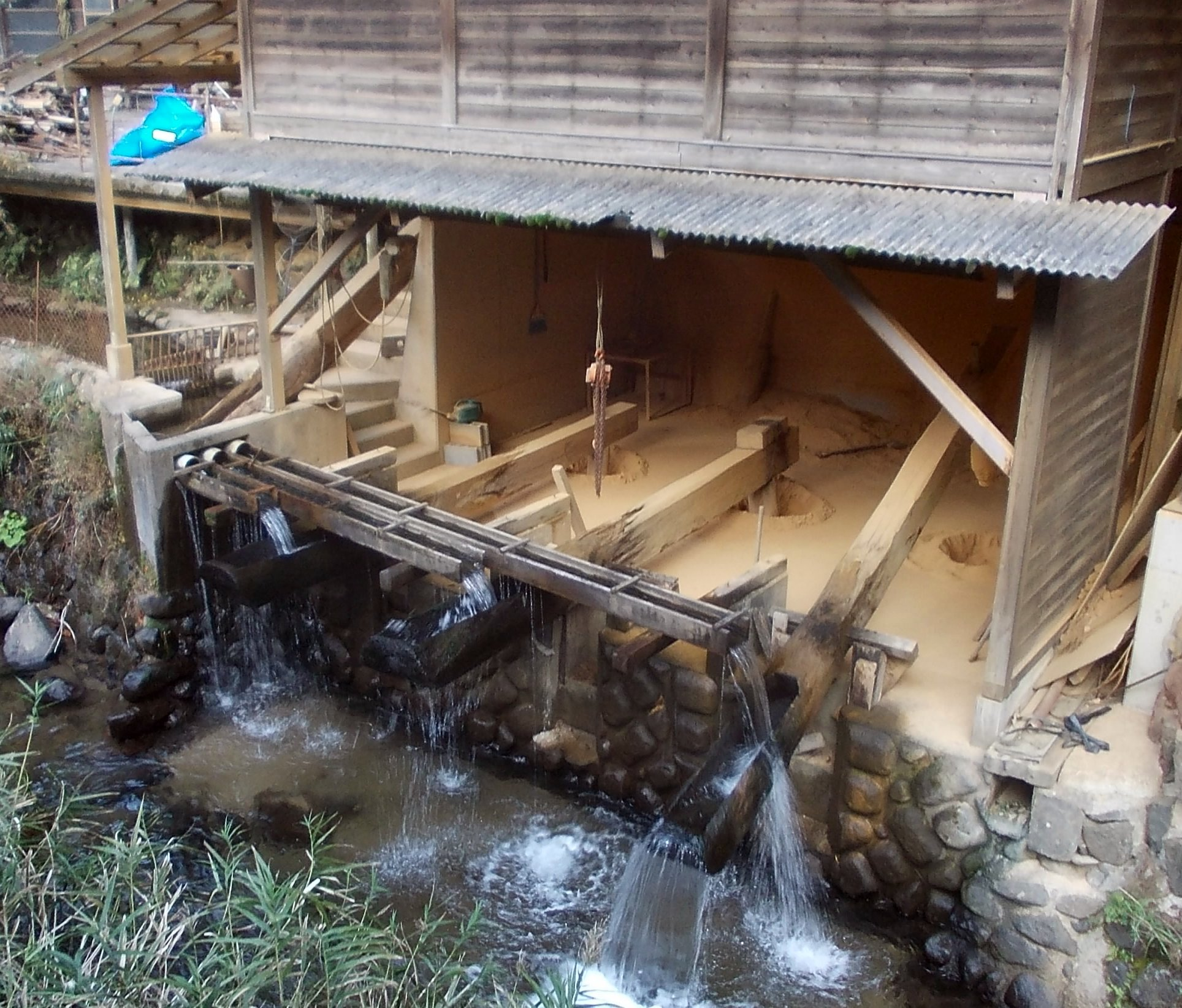
Gnepfen als Pochwerk in Japan

Eine Gnepfe (auch Wasseranke genannt) ist eine diskontinuierlich arbeitende Wasserkraftmaschine (als Alternative zu den kontinuierlich Kraft bzw. Drehmoment ausübenden Wasserrädern). Das Antriebsprinzip der Wasseranke ist bereits seit fast 3000 Jahren aus China bekannt.
Funktionsweise: Ein Behälter (Eimer / Napf) an einem Balkenende (Wippe) wird in der oberen Position mit Wasser gefüllt. Die Behälterseite bekommt durch das eingelaufene Wasser Übergewicht, der Balken bewegt sich daraufhin mit dem gefüllten Behälter nach unten und kann dabei Arbeit verrichten. In der unteren Position wird der Behälter geleert, und der Balken wandert wieder aufwärts.
Mit diesem Prinzip lassen sich bei begrenztem Wirkungsgrad einfache Maschinenantriebe realisieren. Die lineare Bewegung lässt sich besonders gut bei einer entsprechenden Bewegung der Arbeitsmaschine nutzen, etwa für Sägewerke, Pochwerke oder Hammerwerke.